# Денис Марандич
Денис Марандич (рум. Denis Marandici, нар. 18 вересня 1996, Кишинів) — молдовський футболіст, захисник азербайджанського клубу «Туран».
Виступав, зокрема, за клуб «Уніан Лейрія», а також національну збірну Молдови.
Чемпіон Словенії.

## Клубна кар'єра
Народився 18 вересня 1996 року в місті Кишинів. Вихованець юнацьких команд футбольних клубів Caldas SC та «Уніан Лейрія».
У дорослому футболі дебютував 2015 року виступами за команду «Уніан Лейрія», в якій провів п'ять сезонів, взявши участь у 47 матчах чемпіонату. 
Згодом з 2020 по 2023 рік грав у складі команд «Цельє» та «Зріньскі».
До складу клубу «Туран» приєднався 2023 року. Станом на 24 вересня 2023 року відіграв за команду з Товуза 23 матчі в національному чемпіонаті.

## Виступи за збірні
У 2014 році дебютував у складі юнацької збірної Молдови (U-19), загалом на юнацькому рівні взяв участь у 2 іграх.
Протягом 2016–2018 років залучався до складу молодіжної збірної Молдови. На молодіжному рівні зіграв у 16 офіційних матчах.
У 2019 році дебютував в офіційних матчах у складі національної збірної Молдови.
| Дата       | Місто     | Господарі         | Результат | Гості     | Турнір                               | Голи | Примітки |
| ---------- | --------- | ----------------- | --------- | --------- | ------------------------------------ | ---- | -------- |
| 3-9-2020   | Парма     | Молдова           | 1 – 1     | Косово    | Ліга націй УЄФА 2020-2021 - 1-й етап | -    | 81'      |
| 7-10-2020  | Флоренція | Італія            | 6 – 0     | Молдова   | товариський матч                     | -    | 46'      |
| 11-10-2020 | Марусі    | Греція            | 2 – 0     | Молдова   | Ліга націй УЄФА 2020-2021 - 1-й етап | -    | 66'      |
| 1-9-2021   | Кишинів   | Молдова           | 0 – 2     | Австрія   | Відбір до ЧС 2022                    | -    | 73'      |
| 9-10-2021  | Кишинів   | Молдова           | 0 – 4     | Данія     | Відбір до ЧС 2022                    | -    | 20'      |
| 12-11-2021 | Кишинів   | Молдова           | 0 – 2     | Шотландія | Відбір до ЧС 2022                    | -    | 61' 71'  |
| 7-9-2023   | Лінц      | Австрія           | 1 – 1     | Молдова   | товариський матч                     | -    |          |
| 10-9-2023  | Торсгавн  | Фарерські острови | 0 – 1     | Молдова   | Відбір до ЧЄ 2024                    | -    |          |
| Усього     |           | Матчів            | 8         |           | Голів                                | 0    |          |

## Титули і досягнення
- Чемпіон Словенії (1):

«Публікум» (Цельє): 2019-2020